# Karmacode
Karmacode är en skiva gjord av bandet Lacuna Coil 2006.

## Låtlista
1. Fragile (4:26)
2. To the Edge (3:21)
3. Our Truth (4:03)
4. Within Me (3:38)
5. Devoted (3:52)
6. You Create (1:32)
7. What I See (3:41)
8. Fragments of Faith (4:10)
9. Closer (3:01)
10. In Visible Light (3:59)
11. The Game (3:32)
12. Without Fear (3:59)
13. Enjoy the Silence (4:05)